# جايد بيتيجون
جايد بيتيجون (بالإنجليزية: Jade Pettyjohn)‏ ممثلة أمريكية ولدت في 8 نوفمبر 2000 في لوس انجلوس كاليفورنيا بدأت مشوارها الفني عام 2007 .

## روابط خارجية
- جايد بيتيجون على موقع IMDb (الإنجليزية)
- جايد بيتيجون على موقع ميتاكريتيك (الإنجليزية)
- جايد بيتيجون على موقع روتن توميتوز (الإنجليزية)
- جايد بيتيجون على موقع قاعدة بيانات الأفلام العربية
- جايد بيتيجون على موقع ألو سيني (الفرنسية)
- جايد بيتيجون على موقع ميوزك برينز (الإنجليزية)
- جايد بيتيجون على موقع تيرنر كلاسيك موفيز (الإنجليزية)
- جايد بيتيجون على موقع أول موفي (الإنجليزية)
- جايد بيتيجون على موقع قاعدة بيانات الأفلام السويدية (السويدية)
- جايد بيتيجون على موقع ديسكوغز (الإنجليزية)
- Official site